# 贺胜桥站
贺胜桥站是一个京广线上的铁路车站，位于湖北省武汉市江夏区贺胜桥镇，建于1917年，目前为四等站，邮政编码为430219。目前客运：办理旅客乘降；行李、包裹托运；货运：办理整车货物发到；不办理危险货物发到。